# Religionspolitik
Mit Religionspolitik wird eine Rechts- und Kulturpolitik beschrieben, die aktiv auf die bestehenden Normen einwirkt, welche das Verhältnis von Staat und Religionsgemeinschaften beschreiben – so das Religionsverfassungsrecht oder Staatskirchenrecht.
Im erweiterten Sinne ist Religionspolitik Teil des Prozesses der Neuformierung von Religion und der Neuaushandlung der Rolle von Religionen, die in der jüngeren Vergangenheit als auch in der Gegenwart zunehmend an Bedeutung gewinnt.
In der Bonner Republik vor 1989 wurden diese Grundlagen, die einem fundamentalen Kompromiss der Weimarer Verfassung zugrunde liegen, lange weder besonders thematisiert noch verändert. International wurde Religionspolitik aufgrund des lange vorherrschenden Postulats einer zunehmend säkularisierten Moderne wenig beachtet. Genauso galt die Europäische Union lange Zeit als rein säkulare politische Gemeinschaft, in der Religion nicht zu thematisieren sei. Mit dem Vertrag von Maastricht und insbesondere dem Vertrag von Lissabon kam es zu einer Neuformierung eines Religionsverfassungsrechts auf europäischer Ebene. Die entgegen der Säkularisierungsthese zunehmende Bedeutung der Religionen hat unter anderem zur Vorstellung einer postsäkularen Gesellschaft, so bei Jürgen Habermas geführt.

## Religionspolitische Grundlagen

### Klassische religionspolitische Modelle
Im Raum der EU kann man drei religionspolitische Modelle unterscheiden, welche das institutionelle Verhältnis zwischen Staat und Religion sehr unterschiedlich regeln:
Staatskirche
Beim Staatskirchentum wird eine bestimmte Religionsgemeinschaft oder Konfession in einem Staat zur offiziellen Religion erklärt wird, wie zum Beispiel in Griechenland die autokephal-nationale orthodoxe Kirche durch Artikel 3 der griechischen Verfassung
Laizismus
Der Laizismus als strikte Trennung von Kirche und Staat ist in Frankreich mit Ausnahme der damals deutschen Gebiete (vgl. Konkordat von 1801) seit 1905 herrschende Verfassungstradition. Dieses Gesetz geht auf den seit der Französischen Revolution bestehenden Konflikt über die Rolle der Katholischen Kirche zurück, in dem schließlich die antiklerikale Strömung die Oberhand gewann, die den Einfluss der Kirche vor allem im Schulwesen radikal schwächen wollte. Seither existieren verschiedene Interpretationen dieses Prinzips nebeneinander: eine liberale, die vor allem die allgemeine Religionsfreiheit betont und eine radikale, die die Religion generell aus Politik und Öffentlichkeit verdrängen möchte. Auch in Frankreich kam es danach zu Formen fördernder Kooperation von Staat und Kirche und einer Wiederannäherung nach dem Ersten Weltkrieg. Der Unterhalt von katholischen Kirchengebäuden von vor 1905 ist etwa Sache der staatlichen Denkmalpflege, weil sämtliche kirchlichen Besitztümer 1789 enteignet und verstaatlicht wurden – als Ausgleich dafür wurden bis 1905 Aufwendungen der katholischen Kirche sowie die Besoldung ihrer Mitarbeiter vom Staat finanziert, was eine Art von katholischer Staatskirche geschaffen hatte. Diese Finanzierung wurde 1905 ersatzlos gestrichen, der Erhalt der sich in staatlichem Besitz befindlichen Kirchengebäude ist aber weiterhin Sache des Staates. Im Widerspruch zum Wortlaut des Trennungsgesetzes von 1905 werden Religionsgemeinschaften, insbesondere die römisch-katholische Kirche und der Islam, aktuell auf vielfältige Weise gefördert. Die tatsächliche Rechtslage ist in den Einzelheiten oft unübersichtlich und widersprüchlich.
Auch die Türkei versteht sich laut Artikel 2 ihrer Verfassung als „demokratischer laizistischer und sozialer Rechtsstaat“. Der türkische Laizismus beinhaltet eine starke staatliche Kontrolle der Religion, alle Religionen stehen ebenso wie die Hauptreligion, der sunnitische Islam, unter staatlicher Aufsicht. Kemalistische Parteien sind mittlerweile in der Opposition, der türkische Laizismus wurde dadurch zunehmend aufgeweicht, dies auch im Widerstand gegen teilweise gewaltsame Widerstände unter anderem des streng kemalistischen Militärs.
Kooperationsmodell
In Deutschland gilt ein Staatskirchenrecht aus der Weimarer Reichsverfassung, was zuweilen als „hinkende Trennung“ charakterisiert worden ist. Es wird geprägt durch den Weimarer Kirchenkompromiss mit staatskirchenrechtlichen Verträgen, Konkordat und Subsidiaritätsprinzip. Nach Campenhausen ist die deutsche Trennung von Staat und Kirche weniger abwehrend oder ausgrenzend gestaltet als in Frankreich, sondern betont die Gleichmäßigkeit von Berücksichtigung und Förderung. Die Abwehr der Diskriminierung auch von Nichtreligiösen und der Sicherung individueller Freiheit geschieht durch eine neutrale Ausstattung von Rechtsbereichen wie Ehe, Schule, Sozialhilfe, Denkmalschutz u. a. m., die den Bürger nicht unter die Prinzipien einer fremden Konfession zwingt.
Die aktuelle staatskirchenrechtliche Auslegung sieht die deutsche Verfassung keineswegs mit der Forderung nach einem Ignorieren und Nivellieren des Religiösen im Einklang und man sei weit davon entfernt, Atheismus als alleiniges Leitbild der Verfassung anzusehen. Der Staat sei ebenso nicht in der Pflicht, Erfolgsgleichheit herzustellen. Verbände von Freidenkern und Atheisten in Deutschland sahen im deutschen Staatskirchenrecht zunächst eine Form der Diskriminierung. Mittlerweile sind unter anderem der Bund für Geistesfreiheit sowie der Bund Freireligiöser Gemeinden Deutschlands als Körperschaft des öffentlichen Rechts analog den Religionsgemeinschaften anerkannt. Sie werden wie andere kleinere Religionsgemeinschaften öffentlich gefördert; ein Anspruch, für sämtliche Konfessionslosen zu sprechen, jedoch nicht anerkannt.

## Europaweite religionspolitische Themen
Das Zusammenwachsen der Europäischen Union könnte über kurz oder lang eine deutsche Besonderheit – nämlich das im deutschen Staatskirchenrecht verankerte '„Privilegienbündel“ – gefährden. Unter dem Begriff „Privilegienbündel“ werden Rechte und Vorteile zusammengefasst, die den Kirchen sowie anderen Religions- und Weltanschauungsgemeinschaften eingeräumt werden, die in Deutschland den öffentlich-rechtlichen Körperschaftsstatus besitzen.

### Umgang mit religiösen Symbolen im öffentlichen Raum der EU
Der Umgang mit religiösen Symbolen im öffentlichen Raum ist in den einzelnen EU-Staaten unterschiedlich geregelt. Der Europäische Gerichtshof für Menschenrechte hat dazu in seinen Urteilen differenziert entschieden und dabei den regionalen Traditionen Rechnung getragen.

### Der Konflikt um die Aufnahme eines Gottesbezugs in eine künftige EU-Verfassung
Bei den Verhandlungen um den Vertrag über eine Verfassung für Europa kam es zu einem Streit über die Aufnahme einer Invocatio Dei, eines (christlichen) Gottesbezuges, in die Präambel einer künftigen EU-Verfassung.
Von konservativer Seite wurde der fehlende Bezug des Verfassungsentwurfs auf die christlichen Wurzeln Europas kritisiert. Die Forderung nach einem Gottesbezug in der Verfassung, die vor allem katholisch geprägte Länder wie Polen, Irland und Italien vertreten hatten, wurde auch von der römisch-katholischen Kirche und dem Rat der Evangelischen Kirche in Deutschland (EKD) bekräftigt.
Dagegen hatte Frankreich, das traditionell großen Wert auf die Trennung von Kirche und Staat legt, eine Aufnahme des Gottesbezugs in die Präambel abgelehnt und eine Kompromissformulierung durchgesetzt, die nur allgemein auf die „kulturellen, religiösen und humanistischen Überlieferungen Europas“ Bezug nimmt. Da der Vertrag von 2004 zwar unterzeichnet wurde, aber nie in Kraft trat, bleibt diese Streitfrage für künftige Verhandlungen offen.

### Auseinandersetzungen um den Geltungsanspruch von Scharia-Normen
Die EU als Werte-Gemeinschaft sieht sich mit zu ihrer Charta der Grundrechte inkompatiblen rechtspolitischen Forderungen islamistischer, neofundamentalistischer Gruppierungen (z. B. IGMG und FIOE) sowie salafistischer Kreise konfrontiert, welche der Scharia, dem theokratischen islamischen Recht und Gesetz, das alle Lebensbereiche regelt, in EU-Mitgliedsstaaten – auch nach wahhabitischem Vorbild – Geltung verschaffen wollen.
Der Begriff Scharia bezeichnet ein religiös begründetes, gottesrechtliches System: Gesetze und Rechtsnormen stammen nach islamischem Glauben direkt von Allah. Sie basieren auf drei Quellen: dem von Allah offenbarten Koran, den Hadith-Sammlungen, Überlieferungen vom normsetzendes Reden und Handeln des Propheten Mohammed und der Sunna, den Auslegungen, den Kommentaren – vorwiegend mittelalterlicher – islamischer Theologen und Rechtsgelehrter. Gottesgesetz ist menschlichen Gesetzen übergeordnet.
Die EU verweist in Auseinandersetzung mit den rechtspolitischen Geltungsansprüchen des Islams darauf, dass Religionsfreiheit kein schrankenloses Recht darstellt, sondern dass die Religionsfreiheit bei Normkollisionen mit anderen Grundrechten – in Abwägung – ihre Grenzen findet. Es geht um die Verteidigung der EU-Grundwerte, wie sie für alle Mitgliedsstaaten rechtsverbindlich in der Europäischen Menschenrechtskonvention des Europarates kodifiziert sind. In dem Urteil Wohlfahrtspartei vs. Türkei hat der Europäische Gerichtshof für Menschenrechte ausgeführt, dass und warum die Scharia nicht mit der Europäischen Menschenrechtskonvention vereinbar ist:

„The Court concurs in the Chamber’s view that sharia is incompatible with the fundamental principles of democracy, as set forth in the Convention.“

Sowohl die Kairoer Erklärung der Menschenrechte im Islam als auch die Arabische Charta der Menschenrechte stellt alle Grund- und Menschenrechte prinzipiell unter den Vorbehalt der Scharia. Die Scharia ist der Bezugsrahmen ihrer Geltung. Zudem gibt es keinen arabischen Menschenrechtsgerichtshof, wo man Grundrechte einklagen könnte.
In diesem Zusammenhang riefen im Jahre 2006 futurologische „Gedankenspiele“ des damaligen niederländischen Justizministers Piet Hein Donner eine Protestwelle hervor:

„Es ist für mich von sicherer Gewissheit: wenn morgen zwei Drittel aller Niederländer die Scharia einführen wollten, dann muss diese Möglichkeit gegeben sein. Könnte man es legal vereiteln? Es wäre auch ein Skandal zu sagen ‚das ist nicht erlaubt!‘. Die Mehrheit zählt. Das ist die Essenz der Demokratie.“

Scharianormen benachteiligen die Frauen vor allem im Erb-, Ehe- und Familienrecht. Sie gewähren dem Mann in der Ehe ein Züchtigungsrecht.
Der rheinland-pfälzische Justizminister Jochen Hartloff (SPD) hält nach einer Meldung der Berliner Boulevardzeitung B.Z. die Einführung von privaten Scharia-Schiedsgerichten im zivilen Rechtsbereich für denkbar, die auf freiwilliger Basis von den Streitparteien angerufen werden könnten – wie es in Großbritannien bereits gängige Praxis ist. Justizminister Jochen Hartloff hatte laut Meldung der B.Z. gesagt:
Bei zivilen Rechtsstreitigkeiten halte er Scharia-Gerichte in Form von Schiedsgerichten für möglich. Dabei dürften keine Straftaten verhandelt werden, sondern nur Streitigkeiten über Geld, Scheidungen und Erbsachen. Beide Streitparteien müssten ein solches islamisches Gericht akzeptieren. Zudem sei die Scharia nur in einer modernen Form akzeptabel.
In den Staaten der EU kann die Scharia durch die Auslegung von Internationalem Privatrecht (IPR) – vor allem im Familienrecht – Rechtswirkung entfalten, wenn ein Sachverhalt eine Auslandsberührung aufweist. In diesen Kollisionsfällen beantwortet das internationale Privatrecht die Frage, ob deutsches Recht oder ausländisches Recht anwendbar ist.
Allerdings findet in Deutschland die Geltung ausländischen Rechts ihre Grenzen, wenn es in Widerspruch zum Ordre public steht, wenn es mit den wesentlichen Grundsätzen des inländischen Rechts unvereinbar ist.
In Deutschland kam es 2007 zu einem Eklat um die sogenannte Frankfurter Koran-Entscheidung, um das Verhalten einer Familienrichterin am Amtsgericht Frankfurt am Main in einem Scheidungsverfahren zwischen zwei – „gemäß den Vorschriften des Korans“, nach marokkanischem Recht, verheirateten Muslimen. Die 26-jährige Muslima war von ihrem Mann geschlagen und mit dem Tod bedroht worden. Eine Scheidung noch vor Ablauf des Trennungsjahres schien für sie der einzige Ausweg, um dem Terror ihres Ehemannes zu entkommen. Eine Frankfurter Amtsrichterin lehnte einen diesbezüglichen Antrag auf Prozesskostenhilfe unter Zugrundelegung des IPR ab und entschied, es seien in diesem Fall ausländische Scharianormen anzuwenden, und sie argumentierte mit dem Koran, medinische Sure 4 an-Nisā' (Die Frauen) Vers 34:

„Die Männer stehen über den Frauen, weil Gott sie ausgezeichnet hat... Und wenn ihr fürchtet, dass Frauen sich auflehnen, dann vermahnt sie, meidet sie im Ehebett und schlagt sie! Wenn sie euch daraufhin wieder gehorchen, dann unternehmt weiter nichts gegen sie! Gott ist erhaben und groß.“

Im Koran sei das Züchtigungsrecht des Mannes begründet. Nach Intervention des Anwaltes der Klägerin erklärte das Frankfurter Amtsgericht die Richterin für befangen und übertrug das Verfahren einem anderen zuständigen Richter.
Am 22. Januar 2019 verabschiedete die Parlamentarische Versammlung des Europarats eine Resolution mit dem Titel „Die Scharia – Die Erklärung von Kairo und die Europäische Menschenrechtskonvention“. Die Parlamentarische Versammlung des Europarats zeigt sich in der Resolution „hochbesorgt“ darüber, „dass die Scharia, inklusive der Bestimmungen, die der Europäischen Menschenrechtserklärung (EMRK) klar widersprechenden, in mehreren Mitgliedländern des Europarats offiziell oder offiziös angewendet werden, entweder im ganzen Land oder in Teilen des Landes“. Obwohl die Resolution keinen zwingenden Charakter besitze, sei sie „von höchster politischer Bedeutung“, schrieb das „European Center for Law and Justice“ (ECLJ) in einer Pressemitteilung. Während 69 Abgeordnete für die Resolution stimmten, votierten die 14 türkischen und aserbaidschanischen Abgeordneten geschlossen dagegen.

## Regionale religionspolitische Themen

### Gleichgeschlechtliche Ehe
In Frankreich war seit 1999 mit dem Zivilen Solidaritätspakt (auch PACS [paks] vom französischen pacte civil de solidarité) eine zivilrechtliche eingetragene Partnerschaft mit Gütergemeinschaft, gemeinsamer steuerlicher Veranlagung und steuerlich günstigen Erbbestimmungen möglich gewesen, die weitgehend unstrittig war und unabhängig von der sexuellen Orientierung genutzt werden konnte. Eine vollgültige gleichgeschlechtliche Ehe wurde erst mit dem 29. Mai 2013 möglich. Das Vorhaben sorgte für Kontroversen in der Öffentlichkeit und war direkt mit der seit der Französischen Revolution (beziehungsweise der laizistischen Gesetzgebung 1905) bestehenden Spaltung des Landes in Anhänger und Gegner der Monarchie und der Rechte der katholischen Kirche verbunden. Im Januar 2013 demonstrierten mehrere Hunderttausend Menschen jeweils für oder gegen die Einführung der gleichgeschlechtlichen Ehe.

### Schweizer Minarettstreit

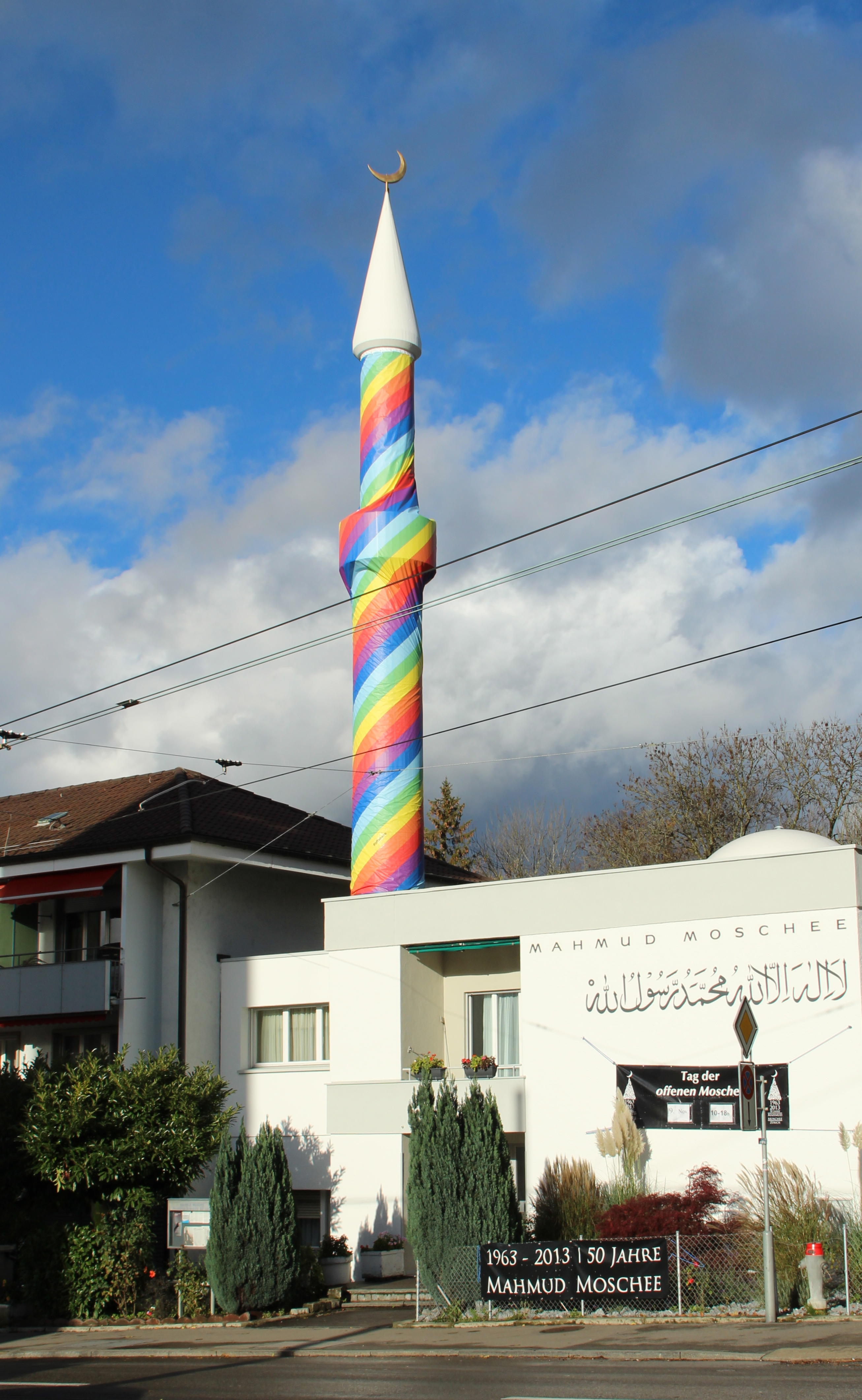
Das Minarett der Mahmud-Moschee (Zürich) 2013 in der Farben der Regenbogenfahne

Der Schweizer Minarettstreit wurde ab 2007 ausgetragen. Er führte 2009 per Volksabstimmung zur Aufnahme eines Bauverbots in die Bundesverfassung der Schweizerischen Eidgenossenschaft. Eine Besonderheit des Streits ist das allein auf Minarette, nicht Moscheen per se gerichtete Verbot. Damit ist juristisch schwieriger, eine Verletzung der Religionsfreiheit anzunehmen, da die freie Religionsausübung selbst ja durch die Verfügbarkeit der Gotteshäuser nicht in Frage gestellt ist. Als Problem stellte sich hier insbesondere die optische oder akustische Präsenz der islamischen Gemeinden und ihrer Bauten in der Öffentlichkeit dar. Die öffentliche Ablehnung von Minaretten in der Schweiz war ein relativ neues Phänomen. Der Bau der ersten Moschee in der Schweiz (Mahmud-Moschee in Zürich, gebaut von August 1962 bis Juni 1963) löste kaum Kritik aus. Sie hat einen zweistöckigen Gebetsraum und ein 18 m hohes Minarett.

### Streitfragen mit der erneuerten deutschen jüdischen Gemeinde
In Deutschland intensivierte sich im Jahr 2012 die religionspolitische Debatte – und erregte internationale Aufmerksamkeit – infolge des Beschneidungsurteils des Landgerichts Köln, welches eine Zirkumzision von Minderjährigen aus religiösen Gründen als Körperverletzung wertete.
Die 1. kleine Strafkammer des Landgerichts Köln vertrat darin die Ansicht, dass dem Recht des Kindes auf körperliche Unversehrtheit und auf Selbstbestimmung in Abwägung mit dem Recht der Eltern auf religiöse Kindererziehung Vorrang zukäme. Dieses Urteil stellte für jüdische und muslimische Gläubige einen nicht akzeptablen Eingriff in das Selbstbestimmungsrecht der Religionsgemeinschaften dar. Diese religionspolitische Kontroverse mündete in eine Erweiterung des Bürgerlichen Gesetzbuches um den § 1631d, welcher nun die Beschneidung männlicher Kinder aus nichtmedizinischen, sprich religiösen Motiven regelt. Absatz 2 der neuen Bestimmung lässt Beschneidungen durch nicht als Ärzte ausgebildete Personen nur in den ersten sechs Monaten nach der Geburt des Kindes zu.
Auch andere religiös begründete und daraufhin von Behörden gewährte Ausnahmegenehmigungen, wie zum Beispiel für das rituelle Schächten, also das betäubungslose Schlachten von Tieren – aufgrund von Koscher- oder Halāl-Speisevorschriften –, rufen immer wieder den Protest von Tierschützern hervor.

### Islam in Deutschland
Nach Hochrechnungen der MLD-Studie Muslimisches Leben in Deutschland (2008) leben zwischen 3,8 und 4,3 Millionen Muslime in Deutschland, was etwa 5 % der Gesamtbevölkerung entspricht. Sie gehören verschiedenen islamischen Glaubensrichtungen an, in Prozent:
Sunniten (74,1 %), Aleviten (12,7 %), Schiiten (7,1 %), Ahmadiyyas (1,7 %), Ibaditen (0,3 %), Sufis (0,1 %), Sonstige (4,0 %).
Während das liturgische Glockenläuten christlicher Kirchen – laut einer Entscheidung des Bundesverwaltungsgerichts  – erlaubt ist, weil es innerhalb der üblichen, geschichtlich entwickelten Ordnung liegt (Sozialadäquanz), wird über die Zulässigkeit des islamischen Gebetsrufes, des Adhān vom Minarett der Moscheen, kontrovers debattiert.
Die muslimische Religionsgemeinschaft kennt im Gegensatz zu den christlichen Konfessionen keine Kirchenstruktur und keine registrierte Mitgliedschaft. Nach der MLD-Studie sind etwa 20 % der in Deutschland lebenden Mitglieder in einem religiösen Verein. Dies ist vor dem Hintergrund des Anspruches der muslimischen Verbände zu betrachten, als repräsentative Vertretung aller Muslime in Deutschland anerkannt zu werden.
Um das Verhältnis zwischen dem deutschen Staat und den hier lebenden Muslimen auf eine tragfähige Grundlage zu stellen, rief die damalige Bundesregierung im Jahre 2006 die erste Deutsche Islamkonferenz (DIK) ins Leben. Es ging um die dauerhafte Etablierung einer institutionalisierten Kooperation zwischen Staat und Muslimen mit dem Ziel einer besseren Religions- und Integrationspolitik: der deutsche Staat war auf der Suche nach einem zentralen Ansprechpartner für den Dialog mit Muslimen.
Die großen islamischen Dachverbände, die an der Konferenz teilnahmen, der ZMD, die DITIB, der IR und der VIKZ, hatten ebenfalls ein Interesse daran, einen zentralen Koordinationsrat der Muslime zu schaffen. Bisher sind die Muslime in Deutschland noch nicht als Religionsgemeinschaft anerkannt, was die Voraussetzung für die Erlangung eines Körperschaftsstatus des öffentlichen Rechts wäre, ein Status, der zahlreiche Sonderrechte und steuerliche Vorteile mit sich brächte. Die amtliche Anerkennung eines zentralen religiösen Dachverbandes als Sprecher für den Islam als Religionsgemeinschaft würde auch die Einführung eines ordentlichen Schulfaches islamischer Religionslehre ermöglichen.
Im Anschluss an die Islamkonferenz schlossen sich die vier großen islamischen Dachverbände ZMD, die DITIB, IR und VIKZ am 11. April 2007 zum Koordinationsrat der Muslime in Deutschland (KRM) zusammen, mit dem Anspruch, dass dieser in Zukunft der zentrale Sprecher für alle deutschen Muslime gegenüber dem Staat sein soll.

#### Islamischer Religionsunterricht als ordentliches Schulfach
Das Grundgesetz regelt im Artikel 7 Abs. 3, dass Religionsunterricht an staatlichen Schulen in Übereinstimmung mit den Grundsätzen der jeweiligen Religionsgemeinschaften erteilt werden muss.
Auf dem Hintergrund der Ergebnisse der Deutschen Islamkonferenz – mit der Schaffung des Koordinationsrates der Muslime in Deutschland – sah die nordrhein-westfälische Landesregierung rechtliche Voraussetzungen bereits als erfüllt an, um in NRW islamische Religionslehre als ordentliches Schulfach einführen zu können, obwohl eine Anerkennung des Islam als Religionsgemeinschaft mit Körperschaftsstatus für alle muslimischen Glaubensrichtungen noch aussteht. Am 22. Dezember 2011, zur Zeit der rot-grünen Regierung Kraft I, verabschiedete der Landtag von Nordrhein-Westfalen das Gesetz zur Einführung von islamischem Religionsunterricht als ordentlichem Lehrfach, in der Hoffnung, dass dem Land NRW bei der Veranstaltung des Religionsunterrichts in absehbarer Zeit ein islamischer Dachverband als Ansprechpartner für die muslimische Religionsgemeinschaft zur Verfügung stehen werde. Bis dahin bildet das Land NRW einen Beirat:
§ 132 a (4): Das Ministerium bildet einen Beirat, der die Anliegen und die Interessen der islamischen Organisationen bei der Einführung und der Durchführung des islamischen Religionsunterrichts nach Absatz 1 als ordentliches Unterrichtsfach vertritt. Der Beirat stellt fest, ob der Religionsunterricht den Grundsätzen im Sinne des Artikels 7 Absatz 3 Satz 2 Grundgesetz entspricht.

#### Besetzung von Lehrstühlen für islamische Theologie und islamische Religionspädagogik unter Vorbehalt des KRM
Von 2004 bis 2010 war Sven Muhammad Kalisch ordentlicher Universitätsprofessor für Religion des Islam am Centrum für Religiöse Studien (CRS) der Westfälischen Wilhelms-Universität in Münster. Mit seiner Berufung wurden zum ersten Mal in der Geschichte Nordrhein-Westfalens angehende Lehrer für islamischen Religionsunterricht bzw. dessen Ersatzfach Islamkunde an einer deutschen Universität ausgebildet: Als erster Universitätsprofessor für islamische Theologie an der Uni Münster durfte Sven Kalisch Lehrer für den Islamkunde-Unterricht an deutschen Schulen ausbilden. Als Wissenschaftler hat er es aber auch gewagt, öffentlich zu zweifeln, dass Mohammed tatsächlich gelebt hat.
Soll ein Professor an eine katholische Fakultät berufen werden, bedarf es einer Unbedenklichkeitsbescheinigung „Nihil obstat“ des Bischofs: es steht nichts dagegen. Auch ist er verpflichtet, gemäß den dogmatischen Glaubensgrundsätzen zu unterrichten, sonst kann der Bischof ihm die Lehrberechtigung entziehen. Der Forschungsfreiheit werden hierdurch enge Grenzen gesetzt: eine ergebnisoffene Forschung ist nicht möglich.
Wie der Fall Sven Muhammad Kalisch zeigte, gelten ähnliche Vorbehalts-Regeln ebenfalls für die Besetzung von Professuren der islamischen Theologie und Religionspädagogik an deutschen Universitäten. De facto erhalten die muslimischen Dachverbände bereits die gleichen Mitspracherechte wie die Kirchen.

## Internationale Themen

### Scientology

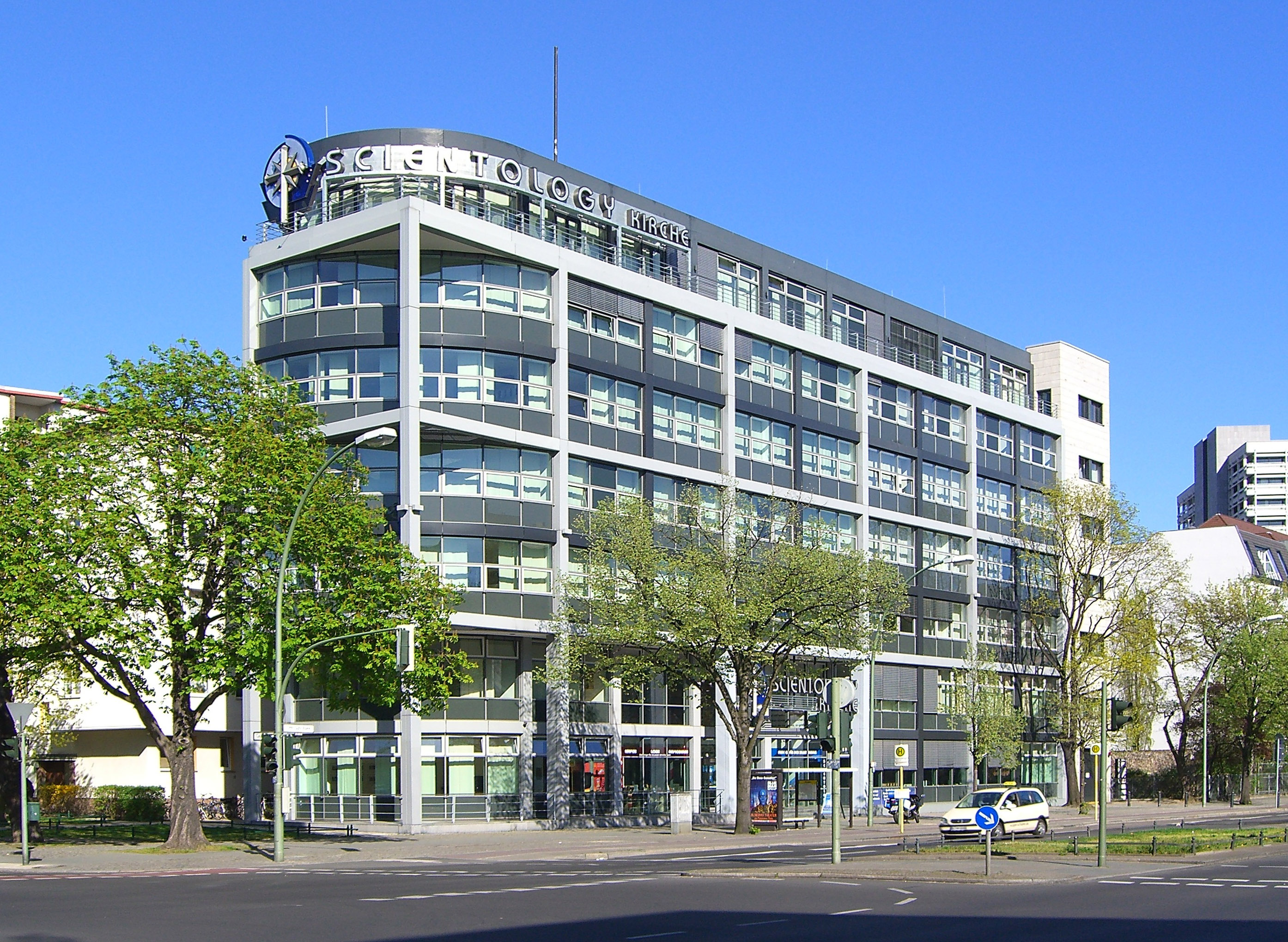
Scientology in Berlin

Die Church of Scientology ist in Deutschland keine Körperschaft des öffentlichen Rechts, sondern ein eingetragener Verein (e. V.). Ob die Scientology-Kirche überhaupt eine Religionsgemeinschaft im rechtlichen Sinne darstellt, ist von den deutschen Gerichten nicht abschließend geklärt. Scientology wird in Deutschland im Gegensatz zu den USA eher als Wirtschaftsunternehmen und zudem als verfassungsfeindliche Organisation eingeschätzt und beobachtet und hat in dem Sinne keine der Vorteile einer anerkannten Religionsgemeinschaft. Es kam darüber wie auch wegen des Umgangs mit einzelnen Mitgliedern regelmäßig zu Konflikten mit der amerikanischen Regierung, die Scientology als Religion anerkannt und die deutschen Vorgaben als Verletzung der religiösen Freiheiten ansehen.